# Университет Нанси II
Университет Нанси II — французский гуманитарный университет, относится к академии Нанси-Мец, входит в университетскую федерацию Нанси-Университет. Университет специализируется в гуманитарных и общественных науках. В нём обучается 18 770 студентов (2005).

## Подразделения
В университете имеется следующие подразделения, расположенные в Нанси:
- Филологический факультет, гуманитарные и общественные науки
- Кампус Карно Равинель: право, экономика, экономическое и социальное администрирование
- Институт хозяйственного управления, коммерция, математика и информатика
- Университетский институт технологии Нанси Шарлемань: коммерция, управление, связь, информатика
- Европейский институт кино и аудиовидео
- Региональный рабочий институт

## Библиотеки
Университет имеет 35 библиотек, в которых находится около 500 тысяч документов и более 250 тысяч книг.